# 2019年世界水泳選手権クック諸島選手団
2019年世界水泳選手権クック諸島選手団は、2019年7月12日から7月28日まで韓国の光州で開催された第18回世界水泳選手権のクック諸島選手団、およびその競技結果。

## 選手団
- 人員: 選手 3人

## 選手名簿・結果
| 選手                                   | 種目           | 予選      | 予選 | 準決勝   | 準決勝   | 決勝     | 決勝     |
| 選手                                   | 種目           | 結果      | 順位 | 結果     | 順位     | 結果     | 順位     |
| -------------------------------------- | -------------- | --------- | ---- | -------- | -------- | -------- | -------- |
| ウェスリー・ロバーツ                   | 男子200m自由形 | 1分51秒25 | 43位 | 予選敗退 | 予選敗退 | 予選敗退 | 予選敗退 |
| ウェスリー・ロバーツ                   | 男子400m自由形 | 3分58秒12 | 85位 | -        | -        | 予選敗退 | 予選敗退 |
| マルコム・リチャードソン               | 男子50m平泳ぎ  | 29秒36    | 55位 | 予選敗退 | 予選敗退 | 予選敗退 | 予選敗退 |
| マルコム・リチャードソン               | 男子100m平泳ぎ | 1分06秒64 | 76位 | 予選敗退 | 予選敗退 | 予選敗退 | 予選敗退 |
| カーステン・フィッシャー＝マースターズ | 女子50m平泳ぎ  | 34秒44    | 40位 | 予選敗退 | 予選敗退 | 予選敗退 | 予選敗退 |
| カーステン・フィッシャー＝マースターズ | 女子100m平泳ぎ | 1分17秒19 | 49位 | 予選敗退 | 予選敗退 | 予選敗退 | 予選敗退 |